# Gonzalo Rodríguez Lafora

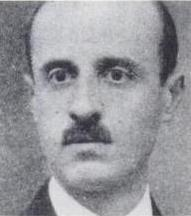
Porträt von Gonzalo Rodríguez Lafora

Gonzalo Rodríguez Lafora (* 25. Juni 1886 in Madrid; † 27. Dezember 1971 ebenda) war ein spanisch-mexikanischer Neurologe, Neuropathologe und Psychiater. 

## Leben
Lafora studierte Psychiatrie in Berlin, Paris und München. Er wirkte als außerordentlicher Professor für Neuropathologie und Leiter des Instituts für Physiologie des Gehirns am Institut Cajal in Madrid. 1923 hielt er in Buenos Aires populärwissenschaftliche Vorträge zur Psychoanalyse. 1928 floh er vor dem Franco-Regime nach Mexiko und kehrte erst an seinem Lebensende nach Spanien zurück.
Nach Lafora ist die Lafora-Krankheit benannt, eine erbliche Stoffwechselerkrankung, bei der es zu Einschlüssen von Polyglykosankörpern in unterschiedlichen Geweben, u. a. im Nervensystem, der Leber und im Muskelgewebe, kommt. Diese Einschlüsse entstehen aufgrund eines gestörten Glykogenstoffwechsels und werden auch als Lafora-Körperchen bezeichnet.

## Veröffentlichungen
- Gonzalo R. Lafora, Bernard Glueck: Beitrag zur Histopathologie der myoklonischen Epilepsie. In: Zeitschrift fuer die gesamte Neurologie und Psychiatrie. 6, 1911, S. 1–14, doi:10.1007/BF02863929.